# Attila spadiceus
Attila spadiceus е вид птица от семейство Tyrannidae.

## Разпространение
Видът е разпространен в Белиз, Боливия, Бразилия, Колумбия, Коста Рика, Еквадор, Салвадор, Френска Гвиана, Гватемала, Гвиана, Хондурас, Мексико, Никарагуа, Панама, Перу, Суринам, Тринидад и Тобаго и Венецуела.